# Epitetracnemus comis
Epitetracnemus comis är en stekelart som beskrevs av John S. Noyes och Ren 1987. Epitetracnemus comis ingår i släktet Epitetracnemus och familjen sköldlussteklar. Inga underarter finns listade i Catalogue of Life.